# Вермецо кон Дзело
Вермѐцо кон Дзѐло (на италиански: Vermezzo con Zelo; на ломбардски: Vermes e Zel, Вермес и Дзел) е община в Северна Италия, провинция Милано, регион Ломбардия. Административен център на общината е градче Вермецо (Vermezzo), което е разположено на 119 m надморска височина. Населението на общината е 5805 души (към 2019 г.).
Общината е създадена в 1 януари 2019 г. Тя се състои от предшествуващите общини Вермецо и Дзело Суригоне.